# Chantage
Pour les articles homonymes, voir Chantage (homonymie).
Le chantage est l’action ou la tentative d’extorquer de l’argent ou tout autre avantage par la menace, notamment de révélations compromettantes ou diffamatoires. Le maître chanteur est celui ou celle qui fait « chanter » (manipule) ses victimes.
Par exemple :
- Particulier : « Si tu ne me donnes pas ton argent, je te tue. »
- Directeur de journal : « Si vous me versez 10 000 €, mon journal oubliera le scandale dont vous êtes responsable et pour lequel nous avons des documents. »

## Le chantage en droit

### Au Canada
Dans le code criminel canadien, il n'existe pas d'infraction criminelle distincte de chantage. La pratique habituelle du ministère public est plutôt d'accuser un suspect de l'infraction d'extorsion (art. 346 C.cr.) ou de l'infraction de proférer des menaces (art. 264 C.cr.).

### Aux États-Unis
Le Titre XVIII du Code des États-Unis intitulé « Chantage » dispose depuis 1948 que : 
Quiconque, sous la menace de dénoncer, ou sous l'offre de ne pas dénoncer, une quelconque infraction à une quelconque loi des États-Unis, exige ou reçoit de l'argent ou d'autres biens de valeur, recevra à ce titre une amende ou sera passible d'une peine de prison ne pouvant excéder un an, ou devra s'acquitter des deux.

### En France
Selon le Code pénal français, le délit de chantage est le fait d’obtenir, en menaçant de révéler ou d’imputer des faits de nature à porter atteinte à l’honneur ou à la considération, soit une signature, un engagement ou une renonciation, soit la révélation d’un secret, soit la remise de fonds, de valeurs ou d’un bien quelconque (art. 312-10 Code pénal). Concrètement la Loi prévoit les deux cas de figure : divulguer des faits réels et dérangeants, ou assimiler/amalgamer des faits imaginaires (mais gênants aussi) envers la cible.
Ordonnance no 2000-916 du 19 septembre 2000 art. 3 Journal Officiel du 22 septembre 2000 en vigueur le 1er janvier 2002.
Le chantage est puni de cinq ans d'emprisonnement et de 75 000 euros d'amende. Lorsque l’auteur du chantage a mis sa menace à exécution, la peine est portée à sept ans d’emprisonnement et à 100 000 euros d’amende.

### Au Royaume-Uni
En Angleterre et au Pays de Galles, le délit de chantage a été créé à partir du Theft Act 1968 (en) (Loi sur le vol). La section 21 du Theft Act stipule ainsi que dans la législation britannique :
1. Une personne est coupable de chantage si, dans le but d'un gain personnel ou au profit d'un tiers, ou bien dans l'intention de nuire à quelqu'un, elle exige quelque chose d'indu par la menace ; et exiger quoi que ce soit par la menace est indu sauf si la personne qui pose cette exigence le fait en pensant de bonne foi : (a) qu'il s'agit d'une exigence légitime ; et (b) que le recours à la menace est un moyen approprié d'appuyer cette exigence.
2. La nature de l'acte ou de l'omission exigée est indifférente, et il est également indifférent que les menaces soient mises à exécution ou non par la personne ayant posé cette exigence.
3. Une personne coupable de chantage sera passible d'être jugée et condamnée à une peine de prison ne pouvant excéder quatorze ans.

L'Irlande du Nord a adopté l'année suivante cette même législation dans son propre Theft Act.

## Le chantage affectif
Le chantage affectif est une manœuvre consistant à profiter des faiblesses ou de la sensibilité d'une personne. Habituellement, il s'agit d'inspirer à cette personne un sentiment de culpabilité et/ou de responsabilité morale pour faciliter sa coercition.
Ce chantage peut provenir de la jalousie, de la dépendance excessive, ou du désir d’obtenir plus d’attention ou de modifier le comportement de la personne victime de ce type de chantage.
Le chantage affectif est aussi nommé chantage émotionnel.

## Le chantage à l’emploi
Il s’agit d’une négociation où la direction d’une entreprise demande aux salariés et/ou à l’état de renoncer temporairement ou définitivement à des avantages, des droits ou à l’application d’une ou plusieurs réglementations, en échange soit d’un maintien partiel et/ou temporaire, de la totalité ou d’une partie des emplois, soit d’un investissement, du maintien d’un site, d’un carnet de commandes ou autre à préciser lors des échanges entre direction, salariés et l’état.